# Cynthia Lennon

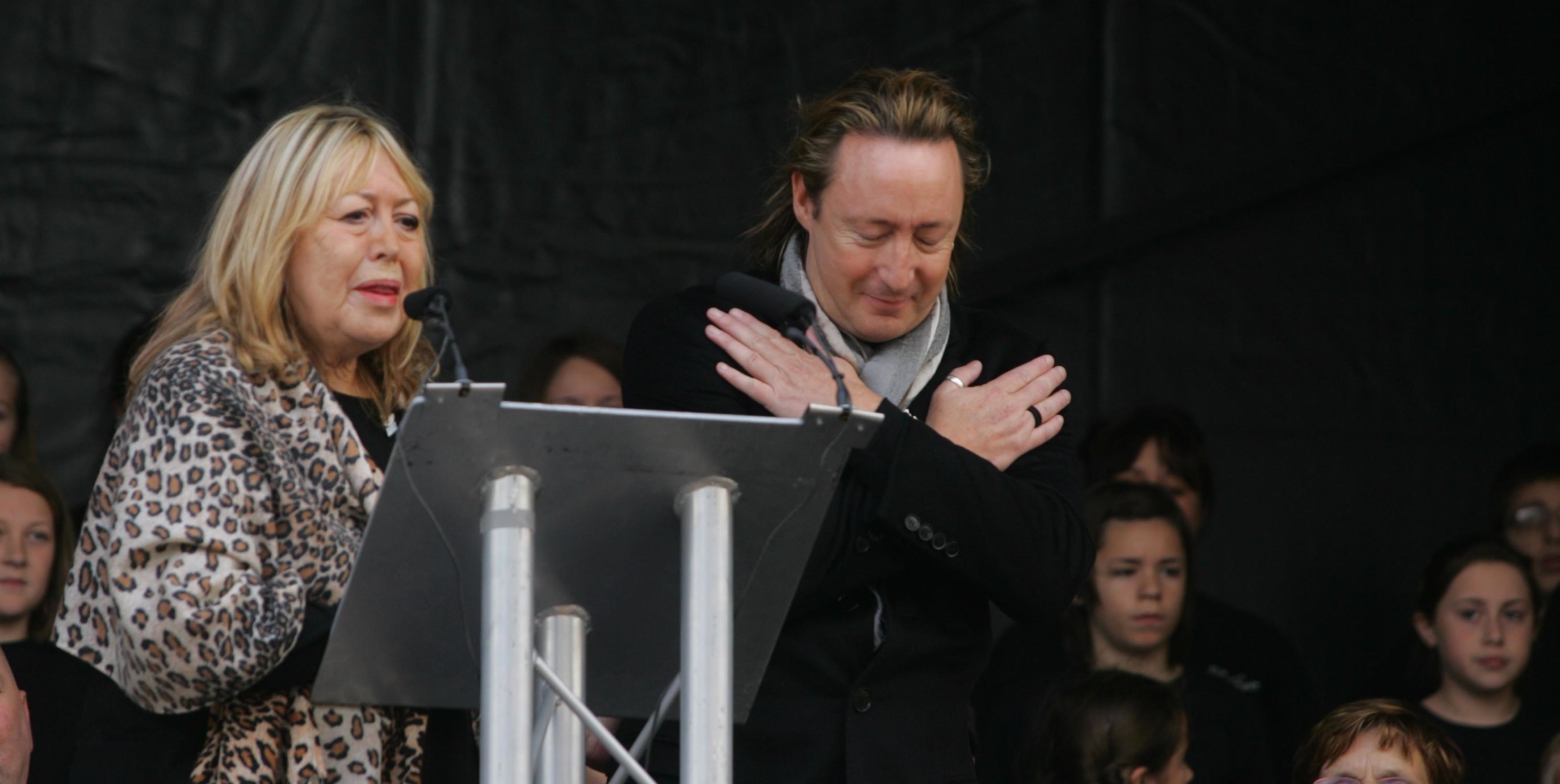
Cynthia Lennon med sin son Julian 2010.

Cynthia Lillian Lennon, född Powell den 10 september 1939 i Blackpool i Lancashire, död 1 april 2015 i Calvià på Mallorca i Spanien, var John Lennons första hustru.
Cynthia Lennon växte upp i Hoylake inte långt ifrån Liverpool. Hennes föräldrar hette Charles Powell och Lillian, född Roby; hon hade två äldre bröder, Anthony och Charles. Det var när hon studerade på Liverpool College of Art som artonåring hon mötte John Lennon, som var en så kallad "Teddy boy", en slarvigt klädd bråkstake.
På sommaren 1962 upptäckte Cynthia att hon var gravid och bar John Lennons barn. Den 23 augusti 1962 gifte de sig borgerligt. Brian Epstein var  best man. Han tystade dock ner äktenskapet, eftersom han var rädd för att de yngre fansen (speciellt flickorna) skulle tappa intresset för Lennon om de fick reda på att han var gift. Parets son Julian Lennon föddes 8 april 1963 på Softon General Hospital i Liverpool. Äktenskapet upplöstes genom skilsmässa 1968 på grund av John Lennons förhållande med Yoko Ono. Cynthia gifte om sig tre gånger, sist med nattklubbsägaren Noel Charles (1940-2013) men behöll efternamnet Lennon.
Cynthia Lennon avled 2015 i sitt hem på Mallorca efter en tids sjukdom.